# Melanoplus rileyanus
Melanoplus rileyanus is een rechtvleugelig insect uit de familie veldsprinkhanen (Acrididae). De wetenschappelijke naam van deze soort is voor het eerst geldig gepubliceerd in 1897 door Scudder.